# Stovall

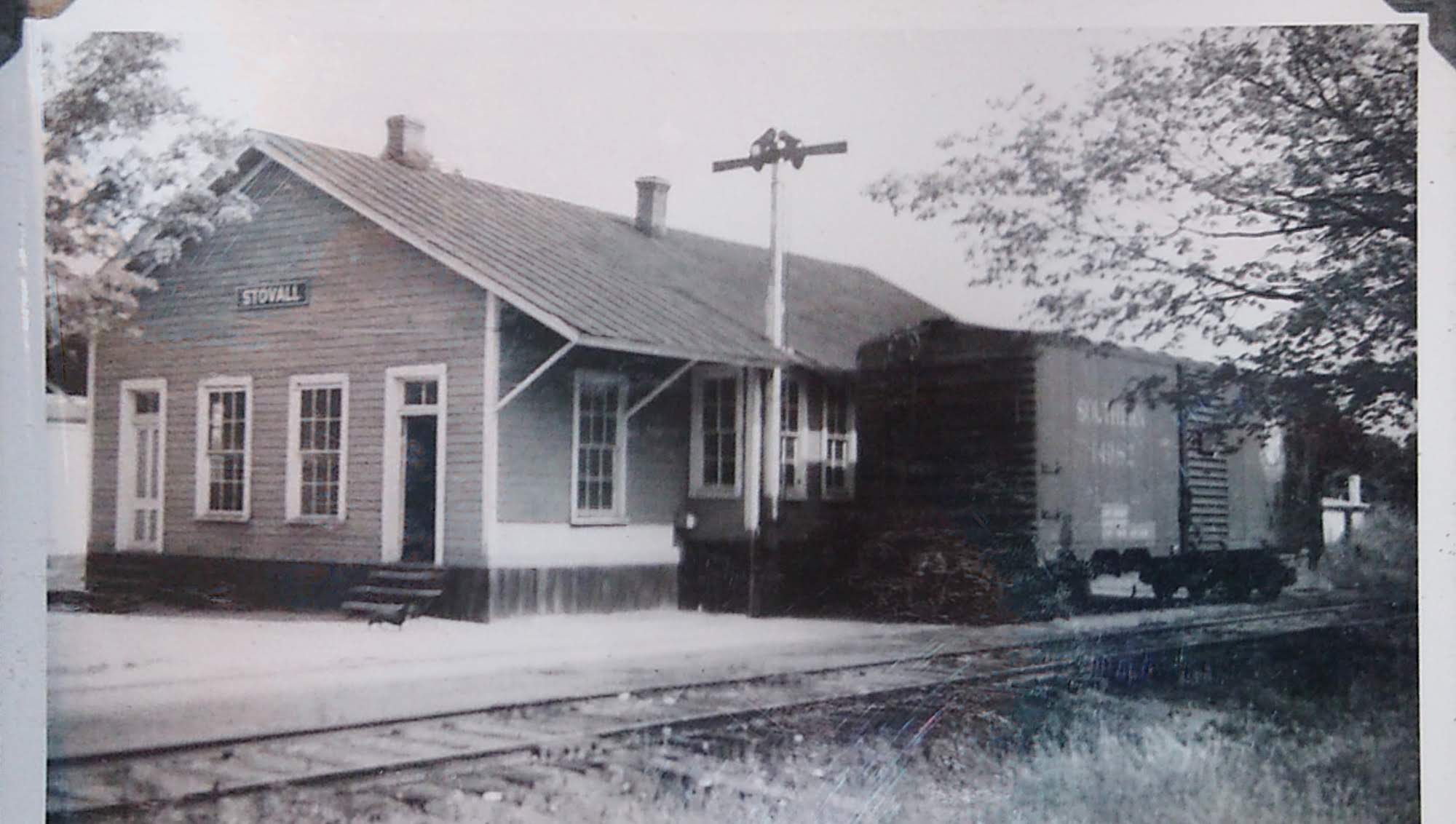
Gare ferroviaire de Stovall

Stovall est une ville américaine située dans le comté de Granville dans l'État de Caroline du Nord. En 2010, sa population était de 418 habitants.

## Démographie
| 1910 | 1920 | 1930 | 1940 | 1950 | 1960 |
| ---- | ---- | ---- | ---- | ---- | ---- |
| 305  | 414  | 415  | 415  | 410  | 570  |

| 1970 | 1980 | 1990 | 2000 | 2010 | - |
| ---- | ---- | ---- | ---- | ---- | - |
| 405  | 417  | 409  | 376  | 418  | - |

## Source de la traduction
- (en) Cet article est partiellement ou en totalité issu de l’article de Wikipédia en anglais intitulé « Stovall, North Carolina » (voir la liste des auteurs).